# Konsekration

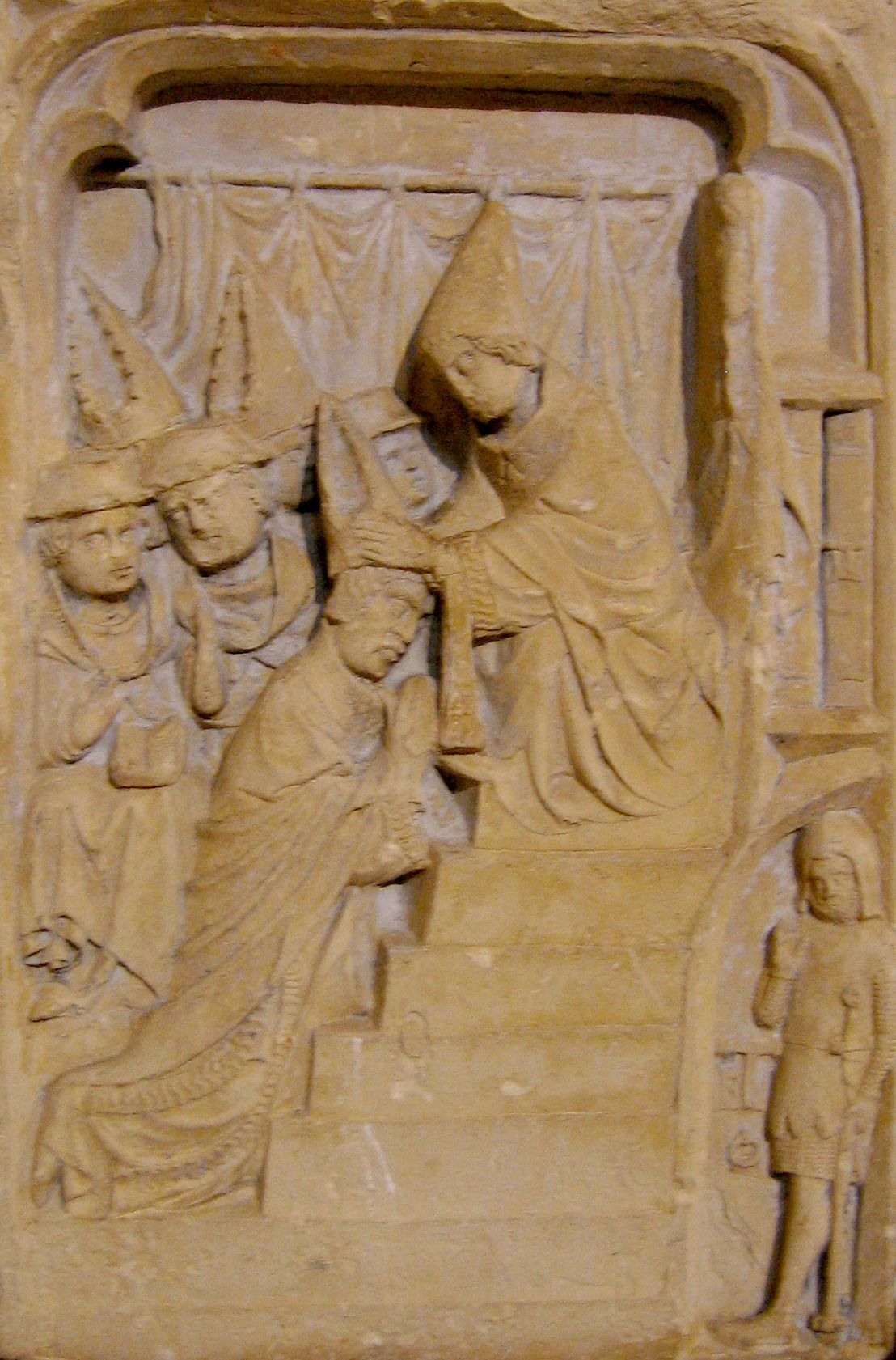
Konsekration eines Bischofs, Relief aus dem 14. Jahrhundert aus der Abtei Saint-Sernin

Konsekration (von lateinisch consecrare ‚weihen, heiligen‘) ist in der römischen Antike wie im Christentum die Übertragung einer Person oder Sache in den sakralen Bereich. Meist ist im Christentum mit dem Begriff „Konsekration“ eine liturgische Handlung gemeint, die in der römisch-katholischen Kirche, in der alt-katholischen Kirche, bei den orthodoxen Kirchen, bei den Anglikanern, den evangelisch-lutherischen Kirchen und in der Christengemeinschaft praktiziert wird.

## Antike
Die Staatsreligion im antiken Rom kannte den Vorgang der Konsekration insbesondere, wenn es um die Apotheose der römischen Kaiser ging (siehe Divus). Die ersten Christen der Urkirche benutzten dieses Wort deshalb im liturgischen Zusammenhang zunächst zurückhaltend.

## Christentum
Am häufigsten wird der Begriff Konsekration im Zusammenhang mit den Gaben von Brot und Wein bei der heiligen Messe, göttlichen Liturgie oder Abendmahlsfeier verwendet.

## Konsekration von Brot und Wein

### Verständnis der verschiedenen Kirchen
Während der eucharistischen Liturgie spricht der Priester  oder Pfarrer die Konsekrationsworte, die in der Bibel überlieferten Einsetzungsworte Jesu beim letzten Abendmahl. Für alle Christen ist damit das Gedächtnis des Leidens und Sterbens Jesu im Rahmen der Eucharistiefeier verbunden. Bedeutung und Gehalt dieser liturgischen Handlung werden in den verschiedenen christlichen Konfessionen aber unterschiedlich bestimmt und interpretiert.
Nach römisch-katholischer Lehre geschieht dabei eine geheimnisvolle Wandlung von Brot und Wein in Leib und Blut Christi, die traditionell mit dem theologischen Begriff der Transsubstantiation (Wesensverwandlung) beschrieben wird (festgeschrieben 1215 beim IV. Laterankonzil). Dogmatisiert wurde die Transsubstantiationslehre jedoch nie, wenngleich auf dem Konzil von Trient festgestellt wurde, dass diese Lehre das Geschehen gut erkläre. Danach ist nach der Wandlung nicht mehr die Substanz, sondern nur noch die Gestalt (Akzidentien) von Brot und Wein gegeben. Unter diesen Gestalten ist nun der Substanz nach Jesus Christus gegenwärtig, und zwar nach römisch-katholischer Lehre sowohl in der Hostie bis in ihre kleinsten Teile wie in der Gestalt des Weines und jedes Tropfens. Jesus Christus ist ganz gegenwärtig: mit Fleisch und Blut, mit Leib und Seele, als wahrer Gott und Mensch, als Gekreuzigter und Auferstandener. Daher ist entsprechend den Vorschriften der Liturgie dafür zu sorgen, dass auch einzelne Partikel der Hostien nicht achtlos weggeworfen, sondern nach Möglichkeit aufgesammelt und verzehrt werden. Die sakramentale Gegenwart Christi (Realpräsenz) bleibt nach katholischem Verständnis auch nach der heiligen Messe in den eucharistischen Gestalten erhalten, weshalb konsekrierte Hostien in römisch-katholischen Kirchen im Tabernakel aufbewahrt werden. Nach urkirchlichem Brauch kann so die Kommunion jederzeit Kranken oder, als Wegzehrung, Sterbenden gereicht werden. Bei bestimmten Anlässen wird die konsekrierte Hostie in einer Monstranz zur Anbetung gezeigt (Aussetzung des Allerheiligsten, sakramentaler Segen, Fronleichnamsprozession).
Die Gültigkeit der Konsekration ist nach römisch-katholischem Verständnis von der Weihevollmacht des Zelebranten abhängig, für deren Gültigkeit wiederum die Lehre der apostolischen Sukzession entscheidende Bedeutung besitzt, d. h. die Weitergabe des Bischofsamtes und damit des Priestertums ausgehend von den durch Christus in dieses Amt eingesetzten Aposteln. Demnach kann nur ein nach katholischem Verständnis in ununterbrochener Reihe („Weihelinie“) gültig geweihter Priester (nicht zwingend ein katholischer Priester, auch orthodoxe Priester oder etwa nach gültiger Weihe zu einer anderen Konfession konvertierte Priester kommen prinzipiell in Frage) die Wandlung innerhalb der Eucharistiefeier vollziehen. Die Gültigkeit der Konsekration hängt nicht vom Glauben oder von der sittlichen Disposition des Priesters oder des Empfängers des Sakraments ab (ex opere operato). Weiter ist auch nach römisch-katholischer Lehre eine Konsekration außerhalb der Eucharistiefeier (selbst durch gültig geweihte Priester) nicht möglich. Das bedeutet, eine Wandlung kann ausschließlich im Rahmen einer dem Grundschema der römischen Messfeier wenigstens in den konstituierenden Bestandteilen entsprechenden liturgischen Feier und mit der Intention der Kirche stattfinden; ein magisches Verständnis der Konsekrationsvollmacht ist damit ausgeschlossen.
Nach lutherischer Auffassung findet bei der Abendmahlsfeier keine Wesensverwandlung (Transsubstantiation) der Elemente Brot und Wein statt, sondern eine so genannte Konsubstantiation, was bedeutet, Brot und Wein bleiben erhalten, „in und unter“ ihnen (in et sub pane et vino) wird aber der wahre Leib und Blut des Herrn verzehrt. Mit der Konsekration werden durch den – nach bekenntnislutherischer Auffassung in persona Christi handelnden – ordinierten Pfarrer (Priester) Brot und Leib Christi, Wein und Blut Christi zu einer sakramentalen Einheit (Impanationslehre). Im Abendmahl empfangen die Teilnehmenden also wirklich Christi Leib und Christi Blut mit ihrem Mund zur Vergebung der Sünden. Der Schwerpunkt der lutherischen Abendmahlsfrömmigkeit liegt auf dem gläubigen Empfang des Sakraments (in beiden Gestalten), ohne den das Abendmahl nutzlos ist. Eine Anbetung der sakramentalen Gestalten gibt es im Luthertum darum nicht. Die Wirksamkeit der Konsekration wird als Ausfluss des allgemeinen Priestertums aller Getauften und ihres Glaubens, nicht (jedenfalls nicht allein) der Vollmacht des ordinierten Vorstehers (Priesters) angesehen.
Der strenge lutherische Gebrauch des Abendmahls ist im deutschsprachigen Raum in den Landeskirchen und in der unierten Kirche zurückgetreten, zumal die Leuenberger Konkordie ein vermittelndes Abendmahlsverständnis festschreibt, das wenig Raum für die Beibehaltung eines den Glauben an die Realpräsenz betonenden Konsekrationsritus lässt. In den bekenntnislutherischen Kirchen, z. B. der Selbständigen Evangelisch-Lutherischen Kirche oder der Lutherischen Missouri-Kirche, wird die Bedeutung der Konsekration aber weiterhin betont. Auch mit den nach dem Abendmahl verbleibenden Resten (Relicta) wird dort sehr sorgsam umgegangen, indem sie vom Pfarrer am Altar oder später in der Sakristei verzehrt werden.
In den reformierten Kirchen wird betont, dass die Gemeinschaft der Gläubigen als wahrer Leib Christi zu betrachten ist, der durch Brot und Wein im Abendmahl symbolisiert wird. Die Rezitation der Abendmahlsworte Jesu wird im reformierten Bereich als andenkendes Gedächtnis aufgefasst, nicht jedoch als Konsekration, mit der eine besondere Verwandlung von Brot und Wein einherginge. Die Realpräsenz im herkömmlichen Sinn wird zumeist abgelehnt. Während die Reformatoren Zwingli und Karlstadt nur noch von einem symbolischen Gedächtnis ausgingen, nahm Calvin eine dynamische Gegenwart Christi beim Abendmahl an, die sich darin äußere, dass vom verklärten Herrn im Augenblick des Kommunionempfangs eine Kraft herabströme, die den Gläubigen stärkt.
Die orthodoxen und altorientalischen Kirchen gehen im traditionellen Sinn von der realen Präsenz des Leibes und Blutes Jesu Christi unter den in der göttlichen Liturgie konsekrierten Gestalten von Brot und Wein aus, legen sich aber im Hinblick auf den Zeitpunkt und die Art und Weise der Verwandlung nicht fest. Die Konsekration oder Heiligung von Brot und Wein geschieht durch die Liturgie als Ganzes. Zur Wandlung kommt es dabei nach orthodoxem Verständnis zu einem nicht näher zu bestimmenden Moment, während der Priester die eucharistischen Gebete über die Gaben spricht; sie wird traditionell eher mit der Epiklese (Herabrufung des Heiligen Geistes), die keinesfalls fehlen darf, als mit den Einsetzungsworten verbunden gesehen. Die geheiligten Elemente werden aufbewahrt und können in der Liturgie der vorgeweihten Gaben ohne erneute Wandlung von den Gläubigen als Leib und Blut Christi empfangen werden, eine sakramentale Anbetung ist jedoch nur innerhalb der göttlichen Liturgie und nicht von ihr getrennt vorgesehen.
In der altkatholischen Kirche sowie auch in weiten Teilen der Anglikanischen Gemeinschaft wird im Prinzip ein größtenteils mit dem der römisch-katholischen Kirche identisches Abendmahlsverständnis vertreten. Allerdings ist der Freiraum für Interpretationen und Variationen der Abendmahlslehre sehr viel größer, was sowohl Zeitpunkt und Art und Weise der Verwandlung als auch das Verständnis von der Realpräsenz und vom Opfercharakter der Messe betrifft, das sich teilweise auch lutherischen oder reformierten Standpunkten nähern kann. Die römisch-katholische Transsubstantiationslehre wird im altkatholischen Bereich und im anglikanischen Bereich häufig abgelehnt, überall jedoch nur als eine mögliche, nicht zwingend anzunehmende Erklärungsweise betrachtet. Die Wandlung findet auf nicht näher definierte Weise mit der Konsekration (Rezitation der Einsetzungsworte) durch den Priester statt.

### Konsekrationsworte der römisch-katholischen Liturgie

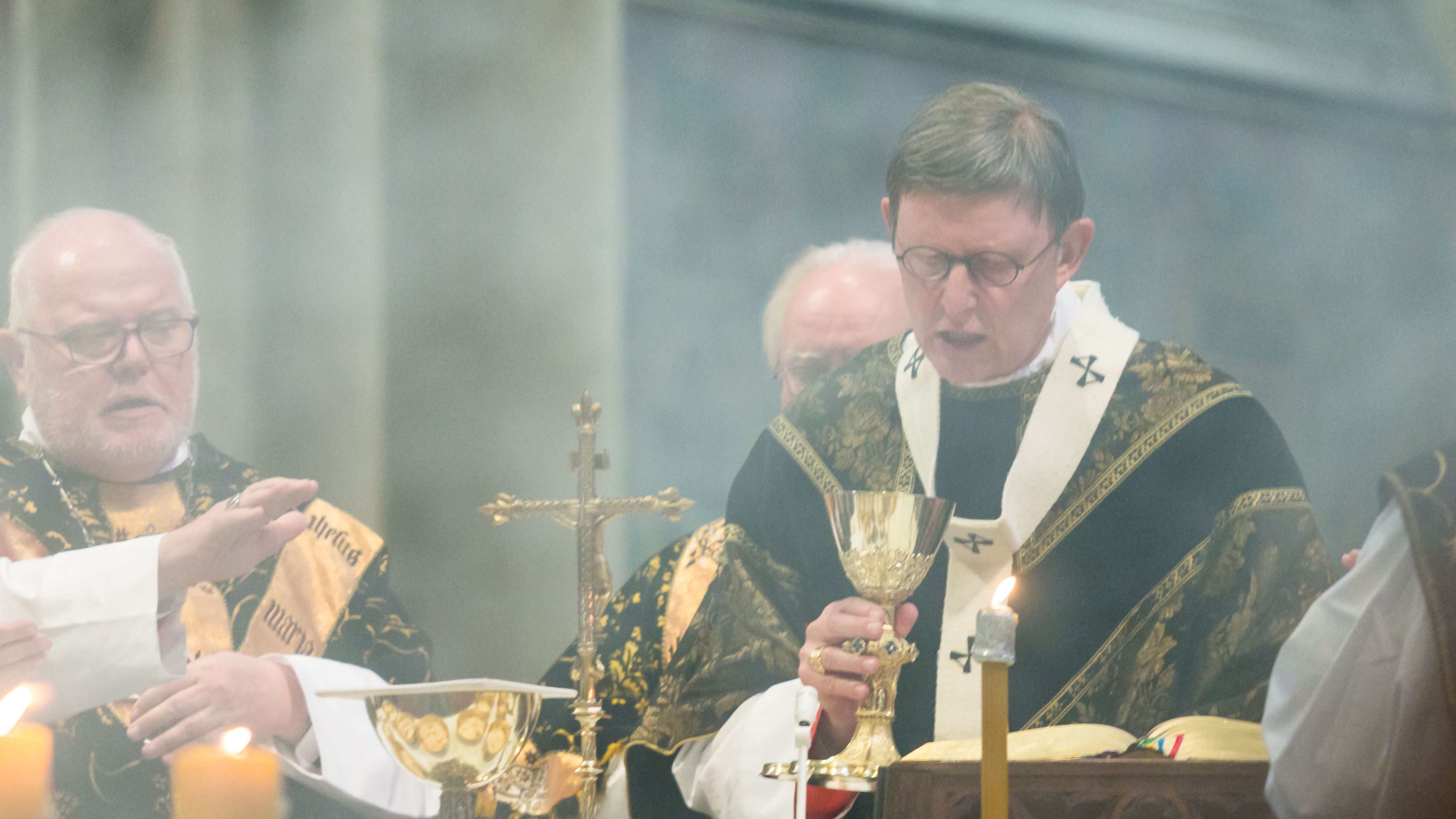
Rainer Maria Kardinal Woelki spricht die Konsekrationsworte beim Requiem für Joachim Meisner (2017)

Als Einsetzungs- oder Konsekrationsworte bezeichnet werden die Worte Jesu, welche er beim letzten Abendmahl gesprochen hat („Einsetzungsbericht“). Sie lauten in allen Hochgebeten des Missale Romanum gleich, sind aber verschieden eingebettet in den Abendmahlsbericht. Im zweiten Hochgebet des deutschsprachigen Messbuches lautet der Einsetzungsbericht (häufig auch als „Wandlung“ bezeichnet, in Großbuchstaben die Konsekrationsworte):

„Denn am Abend, an dem er ausgeliefert wurde und sich aus freiem Willen dem Leiden unterwarf, nahm er das Brot und sagte Dank, brach es, reichte es seinen Jüngern und sprach: NEHMET UND ESSET ALLE DAVON: DAS IST MEIN LEIB, DER FÜR EUCH HINGEGEBEN WIRD. Ebenso nahm er nach dem Mahl den Kelch, dankte wiederum, reichte ihn seinen Jüngern und sprach: NEHMET UND TRINKET ALLE DARAUS: DAS IST DER KELCH DES NEUEN UND EWIGEN BUNDES, MEIN BLUT, DAS FÜR EUCH UND FÜR ALLE (lat.: pro multis) VERGOSSEN WIRD ZUR VERGEBUNG DER SÜNDEN. TUT DIES ZU MEINEM GEDÄCHTNIS.“

Entsprechend dem Schreiben vom 17. Oktober 2006 von Francis Kardinal Arinze, Vorsitzender der Kongregation für den Gottesdienst und die Sakramentenordnung, an die Vorsitzenden der Bischofskonferenzen der Welt soll das pro multis des lateinischen Messbuchs künftig wortgetreu mit für viele übertragen werden. Es wurde den Bischofskonferenzen ein Zeitraum von bis zu zwei Jahren eingeräumt, die Gläubigen auf die Übersetzungsänderung vorzubereiten. In einem am 24. April 2012 veröffentlichten Brief an den Vorsitzenden der Deutschen Bischofskonferenz teilte Papst Benedikt XVI. seine Entscheidung mit, dass aus Gründen einer als notwendig angesehenen Trennung von Übersetzung der Urtexte und deren Interpretation die Übersetzung „für viele“ zu verwenden sei.
Allerdings wurde 2001 von der römisch-katholischen Kirche die Gültigkeit der „Anaphora der Apostel Addai und Mari“, die bei den nicht-unierten Assyrern keine expliziten Wandlungsworte enthält, anerkannt. Das heißt, für orientalische Liturgien außerhalb der römischen Tradition wird unter ökumenischem Aspekt eine wirksame Konsekration auch ohne Einsetzungsworte theologisch toleriert, sofern in der Liturgie implizit die Konsekration vollzogen wird.

### Konsekrationsworte der evangelisch-lutherischen Liturgien

#### VELKD und UEK
Im Evangelischen Gottesdienstbuch (gemeinsame Agende von UEK und VELKD) haben die Einsetzungsworte folgenden Wortlaut:

„Unser Herr Jesus Christus, in der Nacht, da er verraten ward, nahm er das Brot, dankte und brach’s und gab’s seinen Jüngern und sprach: Nehmet hin und esset: Das ist + mein Leib, der für euch gegeben wird. Solches tut zu meinem Gedächtnis. Desgleichen nahm er auch den Kelch nach dem Abendmahl, dankte und gab ihnen den und sprach: Nehmet hin und trinket alle daraus, dieser Kelch ist der neue Bund (oder: das neue Testament) in + meinem Blut, das für euch vergossen wird zur Vergebung der Sünden. Solches tut, sooft ihr’s trinket, zu meinem Gedächtnis.“

Das Gottesdienstbuch erläutert zu den Einsetzungsworten, die in der Abendmahlsliturgie unverzichtbar sind: „In den abendländischen Kirchen wurde ihnen konsekratorische Kraft zuerkannt. Insofern sind sie aus den Abendmahlsgebeten hervorgehoben. Nach evangelischem Verständnis sind sie Evangeliumsverkündigung, Proklamation gültiger Gegenwart dessen, was sie besagen.“ Sie deklarieren die Mahlfeier als Abendmahl Christi, unterscheiden sie somit beispielsweise von einer Agape. Sie sind rühmende Verkündigung dessen, „was Christus den Seinen mit seinem Mahl heute schenkt.“

#### SELK
In der Selbständigen Evangelisch-Lutherischen Kirche konsekriert der Pfarrer, bei den Worten „Das ist mein Leib“ und „Das ist mein Blut“ (oft begleitet mit dem Kreuzzeichen). Während der Rezitation kann der lutherische Pfarrer seine Hand beim Brotwort über die Patene und beim Kelchwort über den Kelch halten. Hiermit wird bezeugt und für die feiernde Gemeinde ersichtlich (celebratio coram publico), dass das, was auf dem Altar ist, konsekriert, das heißt wirklich Leib und Blut Christi ist. Wenn während der Abendmahlsfeier Nachschub aus der Sakristei geholt werden muss, wird „nachkonsekriert“, das heißt, die Abendmahlsworte werden über den Gaben wiederholt. Hier besteht ein deutlicher Unterschied zwischen der lutherischen Abendmahlsauffassung und anderen protestantischen Auffassungen, wie z. B. Zwinglianismus, Calvinismus und Philippismus, wie auch weiteren heute vertretenen Meinungen. Wie mit den konsekrierten Gaben nach dem Abendmahl umgegangen wird, gibt es in der SELK grob zwei unterschiedliche Richtungen: Manche verzehren Leib und Blut Christi noch am Altar, andere heben das Brot für die nächste Abendmahlsfeier auf und gießen den Wein in Gottes Schöpfung.

## Weitere Konsekrationshandlungen

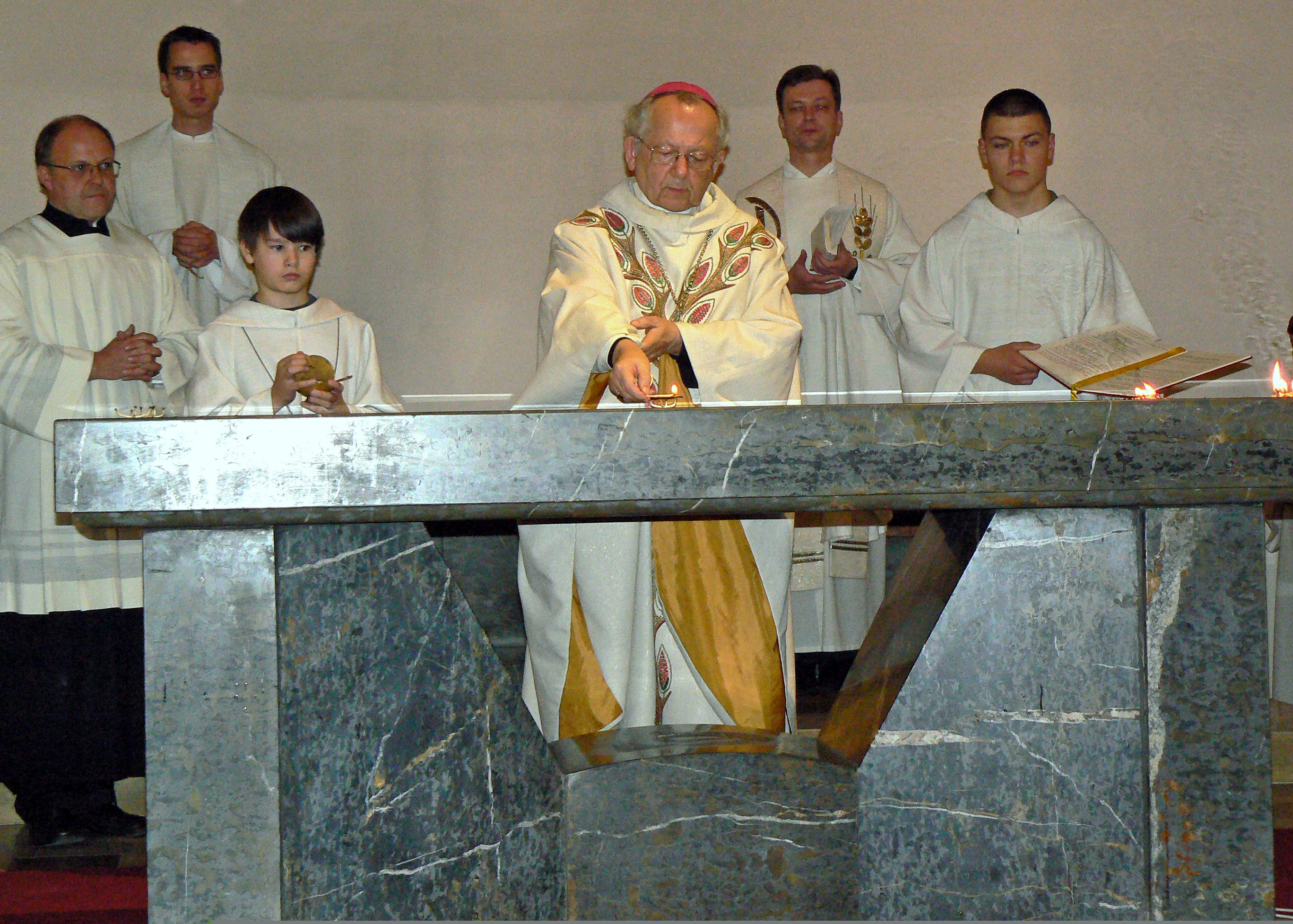
Bei der Weihe eines Altars in der katholischen Kirche werden vom Bischof Weihrauchkörner darauf entzündet.

Konsekrieren bedeutet, dass eine Person oder Sache dem weltlichen „Gebrauch“ entzogen und in den alleinigen Dienst Gottes gestellt wird, und bezieht sich auf die eigentliche Weihehandlung. Diesen Weihehandlungen ist gemeinsam, dass ihre Spendung dem Bischof vorbehalten ist.
- Die Weihe eines Bischofs durch Handauflegung wird Konsekration genannt; bei der Priesterweihe spricht man von Ordination. Wenn neben dem leitenden Bischof bei der Bischofsweihe weitere Bischöfe mitwirken, nennt man diese gewöhnlich „Mitkonsekratoren“, den leitenden Bischof „Hauptkonsekrator“.
Die häufig „Abtsweihe“ genannte Benediktion eines Abtes ist keine sakramentale Konsekration oder Ordination, sondern eine hochrangige Segnung im Rahmen einer Amtseinsetzungsfeier mit überwiegend kirchenrechtlicher Bedeutung.[8]
- Der altkirchliche Ritus der Jungfrauenweihe (lat. Consecratio virginum) lässt sich zumindest bis ins 4. Jahrhundert zurückverfolgen. Die Kandidatin wird vom Bischof durch den feierlichen Ritus der Consecratio virginum dem Dienst der Kirche geweiht. Die eigentliche Weihehandlung ist das Weihegebet der Kirche, das vom Bischof vorgetragen wird (regional mit der Handauflegung verbunden).
- Die Kirchweihe und die Altarweihe gehörten in der katholischen Kirche bis 1983 ebenfalls zu den Konsekrationen. Das 1983 erneuerte katholische Kirchenrecht benutzt für „weihen“ jetzt das lateinische dedicare (wörtlich: ‚übergeben, widmen‘)[9], während der vorher (seit 1917) geltende Codex Iuris Canonici von consecrare (wörtlich: ‚heiligen, heilig machen‘) sprach.[10] Das Kirchenrecht von 1983 verwendet Konsekration nur noch in Bezug auf die Eucharistie und auf Menschen (Priesterweihe, Ordensgelübde). Kirch- und Altarweihe werden nur vom zuständigen Bischof oder seinem Vertreter vorgenommen. Bei einer Altarweihe wird der Altar gewaschen, mit Chrisam gesalbt, an den vier Ecken und der Mitte des Altars werden Dochte entzündet und Reliquien werden eingemauert. 
Die evangelisch-lutherische Agende IV (alt 1952, neu 1987) kennt die Weihe von Kirchen sowie die Weihe von Gegenständen und Geräten für den Gottesdienst (Altar, Kanzel, Taufstein, Orgel, Glocken) und unterscheidet diese von der Einweihung kirchlicher Gebäude, wie etwa einem Gemeindehaus. Eine neue oder erheblich umgebaute Kirche wird vom Bischof geweiht; einen neuen Altar und weiteres Inventar des Kirchenraums weiht der Ortspfarrer. Die Altarweihe beispielsweise wird innerhalb eines Abendmahlsgottesdienstes durch Schriftlesung (1 Kor 10,16–17 LUT oder Ps 43,3–4 LUT), Einweihungsgebet und Widmung vollzogen.[11] → Hauptartikel: Kirchweihe (VELKD)
- Liturgische Gefäße wie Kelche werden in der katholischen Kirche ebenfalls unter der Verwendung von Chrisam konsekriert.
Neue Tauf- und Abendmahlsgeräte werden in der evangelisch-lutherischen Kirche (VELKD) „durch ihren ersten Gebrauch geweiht.“[12]